# Lijst van voetbalinterlands India - Zuid-Vietnam
Deze lijst van voetbalinterlands is een overzicht van alle officiële voetbalinterlands tussen de nationale teams van India en Zuid-Vietnam. De landen hebben elf keer tegen elkaar gespeeld. De eerste ontmoeting, een vriendschappelijke wedstrijd, werd gespeeld op 6 september 1959 in Kuala Lumpur. Het laatste duel, eveneens een vriendschappelijke wedstrijd, vond plaats op 10 augustus 1973 in Kuala Lumpur.

## Wedstrijden
| №  | Plaats       | Datum            | Competitie             | Wedstrijd            | Uitslag |
| -- | ------------ | ---------------- | ---------------------- | -------------------- | ------- |
| 1  | Kuala Lumpur | 6 september 1959 | Vriendschappelijk      | Zuid-Vietnam − India | 2 − 2   |
| 2  | Kuala Lumpur | 3 augustus 1961  | Vriendschappelijk      | Zuid-Vietnam − India | 2 − 1   |
| 3  | Jakarta      | 1 september 1962 | Aziatische Spelen 1962 | India − Zuid-Vietnam | 3 − 2   |
| 4  | Kuala Lumpur | 25 augustus 1965 | Vriendschappelijk      | Zuid-Vietnam − India | 0 − 2   |
| 5  | Kuala Lumpur | 26 augustus 1966 | Vriendschappelijk      | Zuid-Vietnam − India | 0 − 1   |
| 6  | Kuala Lumpur | 20 augustus 1967 | Vriendschappelijk      | Zuid-Vietnam − India | 1 − 0   |
| 7  | Kuala Lumpur | 12 augustus 1968 | Vriendschappelijk      | Zuid-Vietnam − India | 2 − 3   |
| 8  | Kuala Lumpur | 9 augustus 1970  | Vriendschappelijk      | Zuid-Vietnam − India | 1 − 2   |
| 9  | Bangkok      | 12 december 1970 | Aziatische Spelen 1970 | India − Zuid-Vietnam | 2 − 0   |
| 10 | Kuala Lumpur | 26 juli 1973     | Vriendschappelijk      | Zuid-Vietnam − India | 1 − 2   |
| 11 | Kuala Lumpur | 10 augustus 1973 | Vriendschappelijk      | Zuid-Vietnam − India | 1 − 1   |

## Samenvatting
| Competitie        | Totaal gespeeld | Winst India | Gelijk | Winst Zuid-Vietnam | Doelsaldo India – Zuid-Vietnam |
| ----------------- | --------------- | ----------- | ------ | ------------------ | ------------------------------ |
| Aziatische Spelen | 2               | 2           | 0      | 0                  | 5 − 2                          |
| Vriendschappelijk | 9               | 5           | 2      | 2                  | 14 − 10                        |
| Totaal            | 11              | 7           | 2      | 2                  | 19 − 12                        |

AIFF · A-Internationals · Bondscoaches · Statistieken · Olympisch elftal · Indiaas vrouwenelftal · India U21 · India U20 · India U19 · India U18 · India U17
1930 – 1949 · 
1950 – 1959 · 
1960 – 1969 · 
1970 – 1979 · 
1980 – 1989 · 
1990 – 1999 · 
2000 – 2009 · 
2010 – 2019 ·
2020 − 2029
Afghanistan ·
Argentinië ·
Australië ·
Azerbeidzjan · 
Bahrein ·
Bangladesh ·
Bhutan ·
Brunei ·
Cambodja ·
China ·
Curaçao ·
Fiji ·
Filipijnen ·
Finland ·
Ghana ·
Guam ·
Guyana ·
Hongarije ·
Hongkong ·
IJsland ·
Indonesië ·
Irak ·
Iran ·
Israël ·
Jamaica ·
Japan ·
Jemen ·
Jordanië ·
Kameroen ·
Kenia ·
Kirgizië ·
Koeweit ·
Laos ·
Libanon ·
Macau ·
Malediven ·
Maleisië ·
Marokko ·
Mauritius ·
Mongolië ·
Myanmar ·
Namibië ·
Nepal ·
Nieuw-Zeeland ·
Noord-Korea ·
Oezbekistan ·
Oman ·
Pakistan ·
Palestina ·
Peru ·
Polen ·
Puerto Rico ·
Qatar ·
Saint Kitts en Nevis ·
Saoedi-Arabië ·
Singapore ·
Sovjet-Unie ·
Sri Lanka ·
Suriname ·
Syrië ·
Tadzjikistan ·
Taiwan ·
Thailand ·
Trinidad en Tobago ·
Turkmenistan ·
Uruguay ·
Vanuatu ·
Verenigde Arabische Emiraten ·
Vietnam ·
Wit-Rusland ·
Zambia ·
Zuid-Korea ·
Zuid-Vietnam
VFA
1949 – 1959 · 
1960 – 1969 · 
1970 – 1975
Azië Cup 1956 · 
Azië Cup 1960
Australië ·
Bangladesh ·
Cambodja ·
Filipijnen ·
Hongkong ·
India ·
Indonesië ·
Israël ·
Japan ·
Koeweit ·
Laos ·
Maleisië ·
Myanmar ·
Nieuw-Zeeland ·
Pakistan ·
Singapore ·
Taiwan ·
Thailand ·
Zuid-Korea